# Carrocera
Carrocera est une commune d'Espagne dans la province de León, communauté autonome de Castille-et-León. Elle s'étend sur 65,98 km2 et comptait environ 548 habitants en 2011.